# Arūnas Dulkys

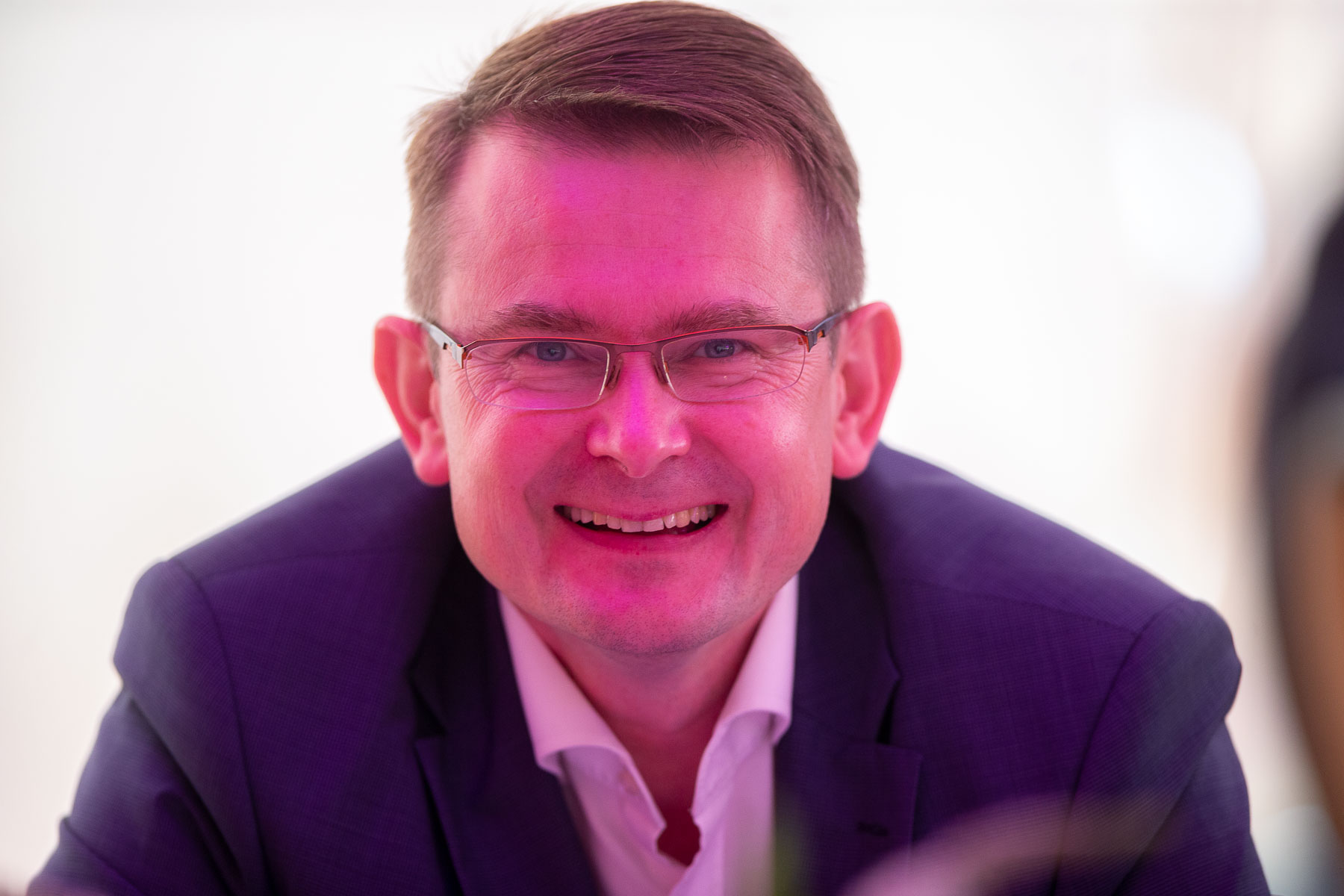

Arūnas Dulkys (* 22. Oktober 1972 in Šilutė) ist ein litauischer Wirtschaftswissenschaftler und Politiker,  ehemaliger Generalauditor des Staates und von 2020 bis 2024 Gesundheitsminister. 

## Leben
Nach dem Abitur 1990 an der Mittelschule Raseiniai  absolvierte Dulkys von 1990 bis 1995 das Diplomstudium Finanzen und Kredit an der Fakultät für Wirtschaftswissenschaften der Universität Vilnius in der litauischen Hauptstadt Vilnius.  
Von 1992 bis 1996 war er bei der Bank Litauens als Kassierer, stellvertretender Leiter, Leiter der Kasse und Leiter des Geschäftsbereichs Cash Operations von Geschäftsbanken tätig.
1996 wurde er Direktor der Bargeldabteilung der Bank von Litauen. Er hatte diese Position bis 2004 inne. Von 2004 bis 2005 war er als Berater des Vorstandsvorsitzenden der Bank von Litauen tätig.
Von 2006 bis 2007 war er Wirtschaftsberater des Seimas-Präsidenten und Leiter dessen Sekretariats.
Von 2006 bis 2010 vertiefte er als Doktorand seine wirtschaftswissenschaftlichen Kenntnisse  am Institut für Theoretische Ökonomie der Fakultät für Wirtschaftswissenschaften der Universität Vilnius. Seine Forschungsinteressen waren die Europäische Wirtschafts- und Währungsunion, die Geschichte der litauischen Landeswährung (Litas) und die Globalisierung.
2007 wurde er Direktor der neu eingerichteten 8. Rechnungsprüfungsabteilung des staatlichen Rechnungsprüfungsamtes der Republik Litauen, die für die Prüfung des Verwaltungs- und Kontrollsystems der Strukturhilfe der Europäischen Union zuständig ist. Er leitete diese Abteilung bis zum 14. April 2015.
2010 verteidigte er seine Dissertation an der Universität Vilnius zum Thema „Politische Ökonomie der Entwicklung des Euroraums: Asymmetrien und ein ganzheitlicher Ansatz“ und promovierte in Sozialwissenschaften.
Zwischen 2011 und 2015 war Dulkys außerdem Dozent am Institut für Theoretische Ökonomie der Fakultät für Wirtschaftswissenschaften der Universität Vilnius.
Von 2015 bis 2020 war er Generalauditor und leitete den Rechnungshof der Republik Litauen. Von Dezember 2020 bis August 2024 war er Gesundheitsminister im Kabinett Šimonytė, geleitet  von Premierministerin Ingrida Šimonytė. Nachdem zur zweiten Amtszeit gewählter Präsident Gitanas Nausėda das Regierungskabinett bestätigen musste, hat er die Kandidatur von Dulkys abgelehnt und dann seinen Vizeminister Aurimas Pečkauskas zum Minister ernannt. 